# Julia Blesken
Julia Blesken (* 24. Juni 1976 in West-Berlin) ist eine deutsche Schriftstellerin.

## Leben
Blesken studierte nach dem Abitur Geschichte an der Freien Universität Berlin und schloss das Studium mit dem Staatsexamen ab. Beim Wettbewerb um den Wiener Werkstattpreis belegte sie 2002 den dritten Platz, 2003 den zweiten Platz beim Wettbewerb um den Bettina-von-Arnim-Preis. 2009 erhielt sie ein Hermann-Lenz-Stipendium. Im gleichen Jahr erschien ihr Debütroman Ich bin ein Rudel Wölfe. Für das Manuskript des Kinderbuches Auf dem Weg nach Kolomoro wurde Blesken 2020 mit dem Kirsten-Boie-Preis ausgezeichnet.

## Werke (Auswahl)
- Mission Kolomoro oder Opa in der Plastiktüte. Oetinger, Hamburg 2021, ISBN 978-3-96052-233-1.
- Hasenherz: Held aus Versehen. Oetinger, Hamburg 2023, ISBN 978-3-7512-0404-0.